# 4. august
4. august er dag 216 i året i den gregorianske kalender (dag 217 i skudår). Der er 149 dage tilbage af året.

### Begivenheder
Født - Dødsfald
- 1688 - En forordning bestemmer, at tjæretønder, der fremstilles i Norge, skal rumme 120 potter.
- 1700 - Under Den Store Nordiske Krig går svenske tropper under ledelse af kong Karl 12. i land ved Humlebæk, hvor de opretter et brohoved. Danmark er uforberedt på et angreb fra øst og må indgå freden i Traventhal.
- 1730 - I fortvivlelse over sin hårde uddannelse forsøger prins Frederik af Preussen (den senere Frederik den Store af Preussen) at flygte til England. Flugten opdages og prinsens medhjælper, ven og mulige elsker, løjtnant Katte henrettes, mens prinsen overværer det.
- 1782 - Wolfgang Amadeus Mozart gifter sig med Constanze Weber.
- 1789 - Ved et møde i den franske nationalforsamling vedtages at afskaffe alle adelsprivilegier. Herved kommer man et truende bondeoprør i forkøbet.
- 1914 - Få dage inde i 1. verdenskrig erklærer England krig mod Tyskland, og Tyskland erklærer Belgien krig.
- 1914   - Horatio Kitchener bliver engelsk krigsminister.
- 1940 - Under 2. verdenskrig udlægger Engelske og franske skibe miner i norsk farvand.
- 1944 - Anne Frank og hendes familie arresteres af Gestapo i Amsterdam.
- 1961 - Underhuset vedtager, at Storbritannien skal indlede forhandlinger om optagelse i EF.
- 1965 - I en tale i Svanninge Bakker opfordrer Venstres gruppeformand Poul Hartling til dannelse af en bred, liberal regering.
- 1966 - England udnævner sin første ombudsmand, Sir Edmund Compton.
- 1971 - USA opsender den første satellit i omløb om månen fra et bemandet luftfartøj.
- 1972 - Ugandas præsident Idi Amin udviser 40.000 asiater med britisk statsborgerskab. Det drejede sig primært om indiere hvorfor Indien afbrød diplomatiske forbindelser med Uganda.
- 1976 - 10.000 demonstranter fra Soweto beskydes af politiet, som dræber tre og sårer ni.
- 1977 - Forlystelsesstedet Lorry på Frederiksberg standser sine betalinger.
- 1978 - Rigsrevisionen rapporterer om et katastrofalt rod på Det Kongelige Bibliotek og konstaterer, at der er begået tyverier af sjældne værker for mange millioner. Sagen opklares først i 2003.
- 1983 - Italien vælger sin første socialistiske statsminister siden 1946.
- 1984 - Det italienske senat vedtager et konkordat om, at den katolske kirke ikke længere skal være en statskirke.
- 1992 - Jesper Bank og hans besætning vinder guld i Soling ved OL i Barcelona.
- 1993 - I Los Angeles idømmes to politibetjente 30 måneders fængsel for politivold mod den sorte Rodney King.
- 1995 - Den danske sergent Claus Gamborg dræbes i Kroatien som dansk FN-udsending af kroatiske panserenheder.
- 1997 - Personen med den højeste dokumenterede levealder nogensinde, den 122-årige Jeanne Calment, dør.
- 2000 - CD's leder Mimi Jakobsen tager orlov fra Folketinget for at varetage et job som generalsekretær i Red Barnet.
- 2020 - Ved en eksplosion i Beirut i Libanon omkommer mindst 220 mennesker og over 6.000 såres, da 2.700 tons ammoniumnitrat eksploderer. Det estimeres ligeledes at der er sket materielle skader for omkring 15 mia. USD og omkring 300.000 mennesker er blevet hjemløse.

### Født
- 1792 - Percy Shelley, engelsk digter (død 1822).
- 1805 - William Rowan Hamilton, irsk matematiker, fysiker og astronom (død 1865).
- 1821 - Louis Vuitton, fransk designer (død 1892).
- 1836 - Vilhelm Dahlerup, dansk arkitekt (død 1907).
- 1859 - Knut Hamsun, norsk forfatter og modtager af Nobelprisen i litteratur (død 1952).
- 1893 - Tom Kristensen, dansk forfatter og kritiker (død 1974).
- 1900 - Elizabeth, engelsk dronning (død 2002).
- 1901 - Louis Armstrong, amerikansk jazztrompetist og -sanger (død 1971).
- 1910 - Anita Page, amerikansk skuespillerinde (død 2008).
- 1912 - Raoul Wallenberg, svensk diplomat (død ca. 1947).
- 1925 - Jørgen Espen-Hansen, dansk scenograf (død 2009).
- 1932 - Gregers Dirckinck-Holmfeld, dansk journalist og forfatter.
- 1936 - Hans E. Zeuthen, dansk rigsstatistiker.
- 1937 - Ole Lange, dansk journalist og professor, dr.phil (død 2017).
- 1939 - Finn Abrahamowitz, dansk højskolemand og forfatter (død 2006).
- 1940 - Abdurrahman Wahid, indonesisk politiker (død 2009).
- 1940   - Frederik Nørgaard, dansk politiker.
- 1941 - Viggo Lauridsen, dansk jazzmusiker.
- 1941   - Benedicte Federspiel, dansk jurist og direktør for Forbrugerrådet.
- 1946 - Claus Deleuran, dansk tegneserieskaber (død 1996).
- 1954 - Carl-Erik Sørensen, dansk tekstforfatter.
- 1955 - Billy Bob Thornton, amerikansk skuespiller.
- 1960 - José Luis Rodríguez Zapatero, spansk ministerpræsident.
- 1961 - Barack Obama, amerikansk præsident.
- 1963 - Merete Eldrup, dansk erhvervsleder.
- 1965 - Fredrik Reinfeldt, svensk politiker og statsminister.
- 1967 - Christel Schaldemose, dansk EU-parlamentariker.
- 1981 - Jan Kristiansen, dansk fodboldspiller.
- 1992 - Frederik Rønnow, dansk fodboldspiller

### Dødsfald
- 1307 - Jon Jonsen Litle, dansk drost (født ca. 1230).
- 1526 - Juan Sebastián Elcano, spansk opdagelsesrejsende (født 1476).
- 1852 - Alfred d'Orsay, fransk amatørkunstner og dandy (født 1801).
- 1875 - H.C. Andersen, dansk digter (født 1805).
- 1930 - Siegfried Wagner, tysk komponist (født 1869).
- 1993 - Kenny Drew, amerikansk/dansk jazzmusiker (født 1928).
- 1997 - Jeanne Calment, fransk indehaver af den højeste dokumenterede levealder for et menneske nogensinde (født 1875).
- 1999 - Victor Mature, amerikansk skuespiller (født 1913).
- 2007 - Lee Hazlewood, amerikansk sanger, sangskriver og pladeproducer (født 1929).
- 2008 - Johnny Thio, belgisk fodboldspiller (født 1944).
- 2009 - Svend Auken, dansk socialdemokratisk politiker (født 1943).
- 2011 - Naoki Matsuda, japansk fodboldspiller (født 1977).

|  | Denne datoartikel kan blive bedre, hvis der indsættes et (bedre) billede Du kan hjælpe ved at afsøge Wikimedia Commons for et passende billede eller uploade et godt billede til Wikimedia Commons iht. de tilladte licenser og indsætte det i artiklen. |